# Loi de Beer-Lambert
Pour les articles homonymes, voir Beer et Lambert.

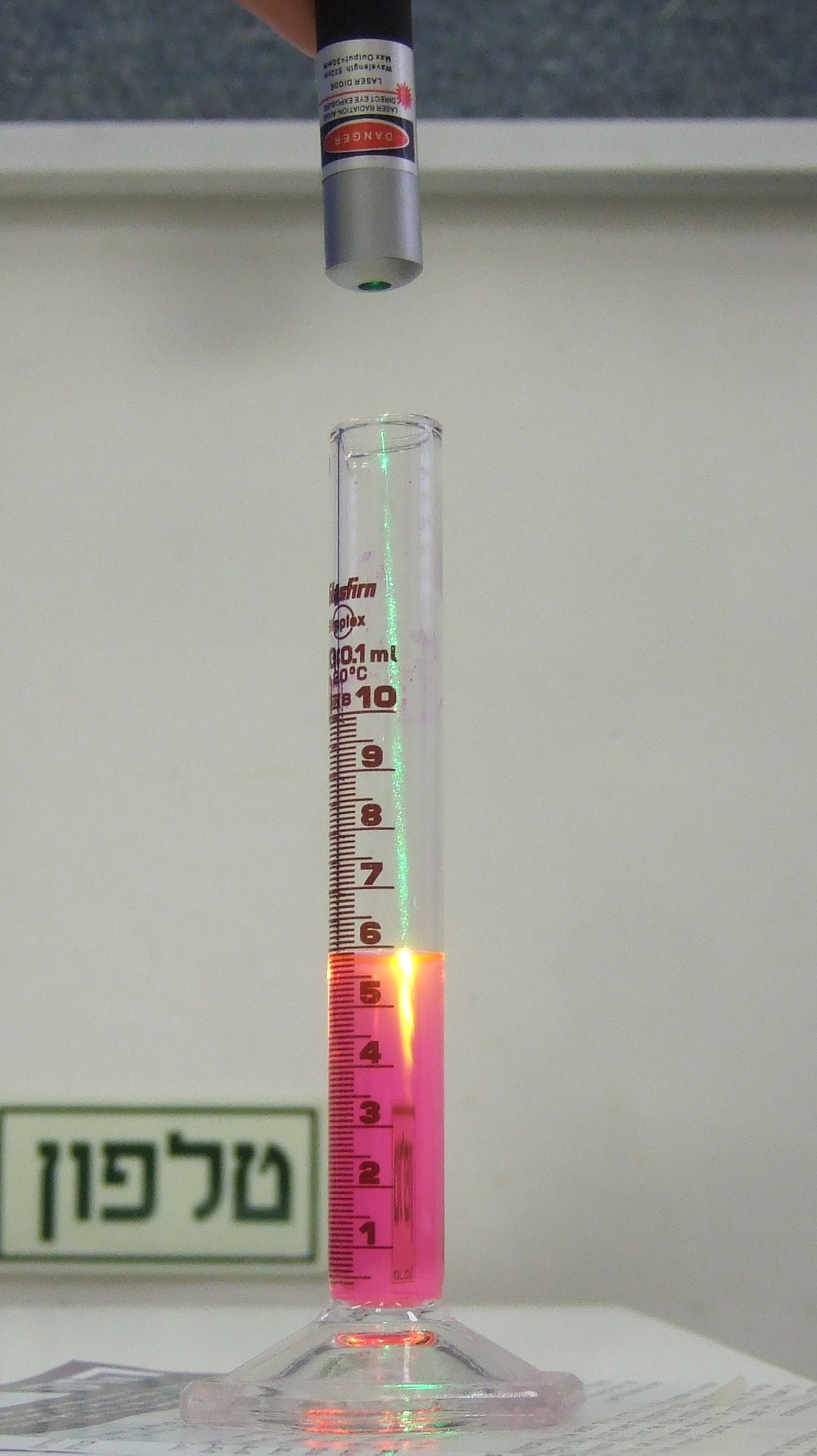
Illustration de la loi de Beer–Lambert avec de la lumière laser verte dans une solution de Rhodamine B. La puissance rayonnante du faisceau s'affaiblit lorsqu'il passe à travers la solution

La loi de Beer-Lambert, aussi connue comme la loi de Beer-Lambert-Bouguer chez les Français et loi de Beer dans la littérature anglo-saxonne, est une relation empirique reliant l'atténuation d'un faisceau de lumière aux propriétés du milieu qu'il traverse et à l'épaisseur traversée.
La loi de Beer-Lambert établit que l'absorbance {\displaystyle A} d'une solution est proportionnelle, d'une part, à sa concentration {\displaystyle c} et, d'autre part, à la longueur {\displaystyle \ell } du trajet parcouru par la lumière dans la solution :
avec :
- {\displaystyle \varepsilon } , une constante nommée absorptivité molaire, ou encore coefficient d’absorption molaire ;
- {\displaystyle \ell } est la longueur du trajet parcouru par la lumière dans le milieu considéré ;
- {\displaystyle c} est la concentration de l'espèce chimique absorbante

La loi de Beer-Lambert est aussi valable pour décrire l'absorption de tout rayonnement (photons, neutrons, particules α, etc.) par la matière condensée et constitue une solution élémentaire de l'équation de transfert radiatif.
Elle ne décrit pas le phénomène d'extinction par diffusion.

## Histoire
Une partie de la loi est découverte par le physicien français Pierre Bouguer en 1729 alors qu'il regardait du vin rouge, lors de brèves vacances dans l'Alentejo, au Portugal, puis reprise par le mathématicien alsacien Jean-Henri Lambert en 1760. La loi de Lambert stipule alors que l'absorbance est directement proportionnelle à l'épaisseur du milieu traversé. En 1852, le physicien allemand August Beer adjoint à la loi de Lambert la relation de proportionnalité entre l'absorbance et les concentrations des constituants physico-chimiques responsables de l'atténuation, lui donnant la forme sous laquelle elle est le plus souvent utilisée.
La loi de Beer-Lambert a été formulée empiriquement, mais elle peut être dérivée comme à la section qui suit.

## Établissement de la loi et propriétés
On suppose que la fraction de photons absorbés dans le milieu considéré est indépendante du nombre de photons incidents et proportionnelle à la longueur du trajet (donc au nombre de particules absorbantes rencontrées) :
{\displaystyle {\frac {\mathrm {d} n}{n}}=-\kappa \,\mathrm {d} x}
où {\displaystyle n} est le nombre de photons par unité de volume dans l'intervalle spectral {\displaystyle \mathrm {d} \nu }. Le coefficient de proportionnalité {\displaystyle \kappa } est le coefficient d'absorption (en m−1). Plutôt que {\displaystyle n}, on utilise le flux d'énergie transportée par l'intermédiaire de la luminance :
{\displaystyle L=h\nu cn}
où {\displaystyle h} est la constante de Planck, {\displaystyle \nu } la fréquence du rayonnement et {\displaystyle c} la vitesse de la lumière. L'équation sur celle-ci s'écrit par un changement de variable simple :
{\displaystyle {\frac {\mathrm {d} L}{L}}=-\kappa \mathrm {d} x}
Cette équation s'intègre immédiatement pour donner la loi de Beer-Lambert.
{\displaystyle L=L_{0}e^{-\kappa x}}
De l'hypothèse initiale on déduit quelques propriétés :
- si deux espèces (ou plus) sont présentes dans le milieu, les fractions absorbées s'additionnent, donc les coefficients d'absorption font de même ;
- l'absorption est proportionnelle au nombre de particules absorbantes, donc le coefficient d'absorption également.

Par suite on peut exprimer le coefficient d'absorption en faisant apparaître la quantité de particules absorbantes N par unité de volume :
- directement en écrivant {\displaystyle \kappa =N\sigma }, où {\displaystyle \sigma } est la section efficace (en m2) ;
- indirectement en faisant apparaître une quantité proportionnelle à N, par exemple la masse volumique {\displaystyle \rho } (ou la masse volumique partielle dans le cas d'un mélange) {\displaystyle \kappa =\rho \chi }, où {\displaystyle \chi } est l'opacité (en m2 kg−1).

## Coefficient d'absorption
L'absorption résulte de l'interaction du photon avec un atome ou une molécule, laquelle subit un phénomène d'absorption dans lequel le photon disparaît en cédant toute son énergie. Ces phénomènes sont caractérisés fréquence par fréquence dans des bases de données pléthoriques : une espèce chimique donnée peut présenter des centaines de milliers de raies. On peut citer parmi les plus connues et accessibles librement les bases HITRAN (High-resolution transmission molecular absorption database) et GEISA (Gestion et Etude des Informations Spectroscopiques Atmosphériques).
On prendra garde au fait que les coefficients d'absorption de ces bases peuvent être relatifs à une molécule ou à une mole.